# Чемпионат Европы по водному поло среди мужчин 1981
15-й Чемпионат Европы по водному поло среди мужчин проходил с 5 по 12 сентября 1981 года в городе Сплит (Югославия).

## Формат турнира
Турнир проходил из двух групп по 8 команд. В каждой группе команды играли друг с другом по разу.

## Турнир

### 1 тур
| 5 сентября 14:00 | СССР                                                     | 8:8  | Венгрия                                   | Судьи: Давид, Клисович |
| 5 сентября 14:00 | Счёт по четвертям: 2–3, 1–2, 2–3, 3–0                    |      |                                           | Судьи: Давид, Клисович |
| 5 сентября 14:00 | Акимов, Кабанов, Третьяков — 2, Мендыгалиев, Оботков — 1 | Голы | Кунц — 3, Герендаш, Хоркаи — 2, Шудар — 1 | Судьи: Давид, Клисович |

| 5 сентября 15:15 | ФРГ | 7:7 | Италия |  |

| 5 сентября 16:30 | Румыния                               | 6:5 | Нидерланды |  |
| 5 сентября 16:30 | Счёт по четвертям: 1–1, 2–3, 2–1, 1–0 |     |            |  |

| 5 сентября 17:45 | Испания                                                  | 11:8 | Югославия                                     | Судьи: ван де Врекен, Шаму |
| 5 сентября 17:45 | Счёт по четвертям: 1–3, 3–1, 1–1, 6–3                    |      |                                               | Судьи: ван де Врекен, Шаму |
| 5 сентября 17:45 | Эстиарте — 7, Кармона — 2, Антонио Агилар, Фернандес — 1 | Голы | Бебич, Гопчевич — 2, Мустур, Полич, Рудич — 1 | Судьи: ван де Врекен, Шаму |

### 2 тур
| 6 сентября 17:00 | ФРГ                                             | 7:4  | Венгрия                      | Судьи: Бокелман, Преловский |
| 6 сентября 17:00 | Счёт по четвертям: 3–1, 2–1, 0–0, 2–2           |      |                              | Судьи: Бокелман, Преловский |
| 6 сентября 17:00 | Отто — 3, Вейер, Обшерникат, Штамм, Штифель — 1 | Голы | Герендаш — 2, Киш, Фехер — 1 | Судьи: Бокелман, Преловский |

| 6 сентября 18:15 | Нидерланды                            | 11:6 | Италия |  |
| 6 сентября 18:15 | Счёт по четвертям: 2–0, 3–2, 3–2, 3–2 |      |        |  |

| 6 сентября 20:00 | СССР | 9:5 | Югославия |  |

| 6 сентября 21:15 | Румыния                                       | 7:6  | Испания                                                                | Судьи: Ферри Цантас |
| 6 сентября 21:15 | Счёт по четвертям: 2–2, 2–1, 2–0, 1–3         |      |                                                                        | Судьи: Ферри Цантас |
| 6 сентября 21:15 | Кострас, Рус — 2, Радукану, Фехер, Шерван — 1 | Голы | Кармона — 2, Антонио Агилар, Фернандес, Антонио Эстельер, Эстиарте — 1 | Судьи: Ферри Цантас |

### 3 тур
| 7 сентября 14:00 | СССР                                                                          | 10:7 | Испания                               | Судьи: Зимний, Кёниг |
| 7 сентября 14:00 | Счёт по четвертям: 1–0, 3–2, 4–4, 2–1                                         |      |                                       | Судьи: Зимний, Кёниг |
| 7 сентября 14:00 | Кабанов — 3, Котенко — 2, Акимов, Иванов, Мендыгалиев, Смирнов, Третьяков — 1 | Голы | Эстиарте — 5, Алькасар, Фернандес — 1 | Судьи: Зимний, Кёниг |

| 7 сентября 15:15 | ФРГ                                              | 10:7 | Нидерланды                                       |  |
| 7 сентября 15:15 | Счёт по четвертям: 2–0, 4–3, 4–3, 0–1            |      |                                                  |  |
| 7 сентября 15:15 | Обшерникат, Отто, Фройнд — 2, Штамм, Штифель — 1 | Голы | ван Мил, Нордеграф — 2, Ньивенхёйзен, Хейден — 1 |  |

| 7 сентября 20:00 | Венгрия                                 | 7:6  | Югославия                                   | Судьи: Польман, Цантас |
| 7 сентября 20:00 | Счёт по четвертям: 1–2, 2–2, 2–1, 2–1   |      |                                             | Судьи: Польман, Цантас |
| 7 сентября 20:00 | Киш, Шудар — 2, Варга, Фехер, Шмидт — 1 | Голы | Бебич — 2, Гопчевич, Лозица, Рое, Рудич — 1 | Судьи: Польман, Цантас |

| 7 сентября 21:15 | Италия                                | 8:3 | Румыния |  |
| 7 сентября 21:15 | Счёт по четвертям: 2–1, 0–1, 3–0, 3–1 |     |         |  |

### 4 тур
| 8 сентября 14:00 | ФРГ                                   | 10:7 | СССР |  |
| 8 сентября 14:00 | Счёт по четвертям: 2–4, 4–0, 1–1, 3–2 |      |      |  |

| 8 сентября 15:15 | Венгрия                                                     | 12:10 | Италия                                                     | Судьи: Клисович, Хантал |
| 8 сентября 15:15 | Счёт по четвертям: 2–2, 4–2, 4–2, 2–4                       |       |                                                            | Судьи: Клисович, Хантал |
| 8 сентября 15:15 | Герендаш — 4, Кунц — 3, Хоркаи — 2, Кенез, Фехер, Шудар — 1 | Голы  | Стеардо — 3, Бальдинети, Галли, Кроветто — 2, Фьорилло — 1 | Судьи: Клисович, Хантал |

| 8 сентября 20:00 | Югославия | 12:10 | Румыния |  |

| 8 сентября 21:15 | Испания                                                               | 7:7  | Нидерланды                                          | Судьи: Бонев, Тимок |
| 8 сентября 21:15 | Счёт по четвертям: 1–2, 3–2, 1–1, 2–2                                 |      |                                                     | Судьи: Бонев, Тимок |
| 8 сентября 21:15 | Эстиарте — 3, Антонио Агилар, Каналь, Фернандес, Антонио Эстельер — 1 | Голы | ван Белкум, Бюнк — 2, Вербом, Нордеграф, ван Эс — 1 | Судьи: Бонев, Тимок |

### 5 тур
| 10 сентября 14:00 | Венгрия                                              | 7:7  | Испания                                                           | Судьи: Паджи, Преловский |
| 10 сентября 14:00 | Счёт по четвертям: 2–2, 2–1, 2–2, 1–2                |      |                                                                   | Судьи: Паджи, Преловский |
| 10 сентября 14:00 | Шомоши — 2, Герендаш, Кенез, Кунц, Хоркаи, Шмидт — 1 | Голы | Антонио Эстельер — 3, Эстиарте — 2, Антонио Агилар, Фернандес — 1 | Судьи: Паджи, Преловский |

| 10 сентября 15:15 | ФРГ                                   | 11:10 | Румыния |  |
| 10 сентября 15:15 | Счёт по четвертям: 3–3, 2–2, 2–2, 4–3 |       |         |  |

| 10 сентября 20:00 | Югославия                             | 9:8 | Нидерланды |  |
| 10 сентября 20:00 | Счёт по четвертям: 3-0, 1-4, 2-2, 3–2 |     |            |  |

| 10 сентября 21:15 | СССР | 9:8 | Италия |  |

### 6 тур
| 11 сентября 14:00 | ФРГ                                                                   | 12:8 | Испания                                                                          | Судьи: Давид, Кларич |
| 11 сентября 14:00 | Счёт по четвертям: 2–1, 3–2, 4–4, 3–1                                 |      |                                                                                  | Судьи: Давид, Кларич |
| 11 сентября 14:00 | Отто — 3, Лёбб, Обшерникат, Штифель — 2, Оссельман, Фройнд, Штамм — 1 | Голы | Антонио Агилар, Эстиарте — 2, Алькасар, Кармона, Фернандес, Антонио Эстельер — 1 | Судьи: Давид, Кларич |

| 11 сентября 15:15 | СССР                                  | 10:7 | Нидерланды |  |
| 11 сентября 15:15 | Счёт по четвертям: 3–2, 4–3, 1–1, 2–1 |      |            |  |

| 11 сентября 20:00 | Югославия | 8:7 | Италия |  |

| 11 сентября 21:15 | Венгрия                                          | 9:5  | Румыния                                  | Судьи: Донничи, Петрасовитс |
| 11 сентября 21:15 | Счёт по четвертям: 2–1, 1–3, 4–1, 2–0            |      |                                          | Судьи: Донничи, Петрасовитс |
| 11 сентября 21:15 | Герендаш — 4, Кунц — 2, Варга, Шомоши, Шудар — 1 | Голы | Хаджу — 2, Костраш, Мойчану, Попеску — 1 | Судьи: Донничи, Петрасовитс |

### 7 тур
| 12 сентября 14:00 | Испания                                               | 9:9  | Италия                                                  | Судьи: Бокелман, Папазян |
| 12 сентября 14:00 | Счёт по четвертям: 1–2, 2–3, 3–2, 3–2                 |      |                                                         | Судьи: Бокелман, Папазян |
| 12 сентября 14:00 | Эстиарте — 6, Алькасар, Антонио Агилар, Фернандес — 1 | Голы | Галли — 5, Бальдинети, Бертолини, Кроветто, Стеардо — 1 | Судьи: Бокелман, Папазян |

| 12 сентября 15:15 | Венгрия                                     | 7:2  | Нидерланды        | Судьи: Паджи, Цантас |
| 12 сентября 15:15 | Счёт по четвертям: 2–1, 3–1, 0–0, 2–0       |      |                   | Судьи: Паджи, Цантас |
| 12 сентября 15:15 | Кунц — 3, Герендаш, Киш, Шомоши, Хоркаи — 1 | Голы | Бюнк, ван Мил — 1 | Судьи: Паджи, Цантас |

| 12 сентября 20:00 | СССР | 9:8 | Румыния |  |

| 12 сентября 21:15 | ФРГ | 10:6 | Югославия |  |

## Итоговое положение
| Место | Команда    |
| ----- | ---------- |
|       | ФРГ        |
|       | СССР       |
|       | Венгрия    |
| 4     | Югославия  |
| 5     | Испания    |
| 6     | Италия     |
| 7     | Румыния    |
| 8     | Нидерланды |

| Чемпион Европы по водному поло 1981 |
| ----------------------------------- |
| ФРГ Первый титул                    |

## Составы
| Золото | Серебро | Бронза | 4 | 5 | 6 | 7 | 8 |
| ФРГ Петер Рёле (в) Томас Лёбб Франк Отто Юрген Штифель Хаген Штамм Михаэль Вендель Юрген Шрёдер Райнер Оссельман Роланд Фройнд Бернд Вейер Вернер Обшерникат Ральф Обшерникат Гюнтер Килиан Николае Фирою (тренер) Манфред Хаас (менеджер) Бодо Холламан (менеджер) | СССР Михаил Георгадзе (в) Владимир Акимов Ерлан Аяпбергенов Вячеслав Оботков Сергей Никифоров Александр Кабанов Сергей Котенко Эркин Шагаев Нурлан Мендыгалиев Михаил Иванов Николай Смирнов Александр Третьяков Евгений Шаронов (в) Борис Попов (тренер) | Венгрия Тибор Червеняк (в) Дьёрдь Хелтаи Аттила Шудар Дьёрдь Герендаш Дьёрдь Хоркаи Ласло Кунц Йожеф Шомоши Иштван Киш Дьёрдь Кенез Андраш Фехер Габор Шмидт Янош Варга Ласло Борш (в) Михай Майер (тренер) | Югославия Милорад Кривокапич (в) Зоран Гопчевич Дамир Полич Ратко Рудич Зоран Мустур Зоран Рое Миливой Бебич Слободан Трифунович Бошко Лозица Станко Злокович Андрия Попович Веселин Маркович Мирсад Галияш (в) Миливой Петкович (тренер) Трифко Банджур (ассистент) | Испания Мануэль Дельгадо (в) Рамон Паскуаль Антонио Эстельер Альберто Каналь Мануэль Эстиарте Хосе Алькасар Рафаэль Агилар Альфонсо Эстельер Антонио Агилар Хорхе Кармона Феликс Фернандес Альберт Хирбаль Хосе Морильо Висенс Бругат-и-Жирбау (в) Лоло Иберн (тренер) | Италия Умберто Панераи (в) Альфио Мизаджи Андреа Пизано Антонелло Стеардо Марио Фьорилло Марко Бальдинети Марко Галли Джанфранко Бертолини Стефано Постильоне Ромео Коллина Вирджилио Кроветто Марко Ервасутти Роберто Гандольфи (в) Джанни Лонци (тренер) | Румыния Дору Спыну (в) Ливиу Гарофяну Иван Фехер Виорел Рус Виорел Костраш Корнел Гордан Влад Хаджу Ливиу Рэдукану Эуджен Йонеску Адриан Шерван Кэтэлин Мойчану Шербан Попеску Михай Симьон (в) Анатол Гринцеску (тренер) | Нидерланды Рюд Мисдорп (в) Арко Вербом Эрик Нордеграф Эд ван Эс Тон Бюнк Роалд ван Норт Стан ван Белкум Ад ван Мил Ханс Бланкенстейн Антон Хейден Дик Ньивенхёйзен Дик Ноннекес Вауди де Би (в) Денеш Почик (тренер) |

## Судьи
- Эужени Асенсио[исп.]
- Юрген Блан
- Петер Бокелман
- Бонев
- Кевин Бёрдж
- ван де Врекен
- Жан-Пьер Давид
- Джонс
- Леонардо Донничи
- Зимний
- Дьёрдь Кёниг
- Желько Кларич
- Душко Клисович
- Эрнани Паджи
- Рудольф Папазян
- Вальтер Петрасовитс
- Карл-Хайнц Польман
- Эдуард Преловский
- Владимир Рашмаджян
- Рольф Силха
- Теодоракопулос
- Раду Тимок
- Халук Тойгарли
- Ферри
- Фогельстрём
- Л. Фьяррстад
- Т. Фьяррстад
- Митхат Хантал
- Цантас
- Зураб Чачава
- Шаму
- Иржи Якерсон
- Янев
- Янссен